# Молини ди Тена (Фермо)
Молини ди Тена (итал. Molini di Tenna) насеље је у Италији у округу Фермо, региону Марке.
Према процени из 2011. у насељу је живело 900 становника. Насеље се налази на надморској висини од 75 м.